# 福島県立猪苗代高等学校
福島県立猪苗代高等学校（ふくしまけんりつ いなわしろこうとうがっこう）は福島県耶麻郡猪苗代町にある県立高等学校。

## 設置学科
- 全日制課程
  - 普通科

## 沿革
- 1948年8月 - 県立若松商業高等学校猪苗代分校と猪苗代町立猪苗代高等女学校が合併してスタート。定時制農業科と家庭科が設置。
- 1957年4月 - 全日制普通科､農業科、家庭科、定時制農業科・家庭科、短期産業課程農業科・家庭科を募集
- 1958年4月 - 定時制廃止
- 1973年4月 - 農業科募集停止
- 1979年4月 - 家政科募集停止
- 1994年4月 - 国際観光科設置

## 部活動
- スキー部
- 総合運動部
- 総合文化部

## 著名な出身者
- 遠藤尚 - 2010年バンクーバーオリンピックモーグル競技日本代表
- 鈴木猛史 - チェアスキー選手（トリノパラリンピック・バンクーバーパラリンピックアルペン競技日本代表）
- 鈴木哲夫 - 元プロ野球選手
- 渡部剛弘 - ノルディック複合選手